# پیشگیری از نسل‌کشی
پیشگیری از نسل‌کشی به هر فعالیتی که در راستای اجتناب از وقوع نسل‌کشی در آینده باشد، گفته می‌شود. نسل‌کشی‌ها نیازمند بسیاری برنامه‌ریزی‌ها، منابع و حزب‌های درگیر هستند تا رخ دهند و به یک باره اتفاق نمی‌افتند.